# سوق القلالين

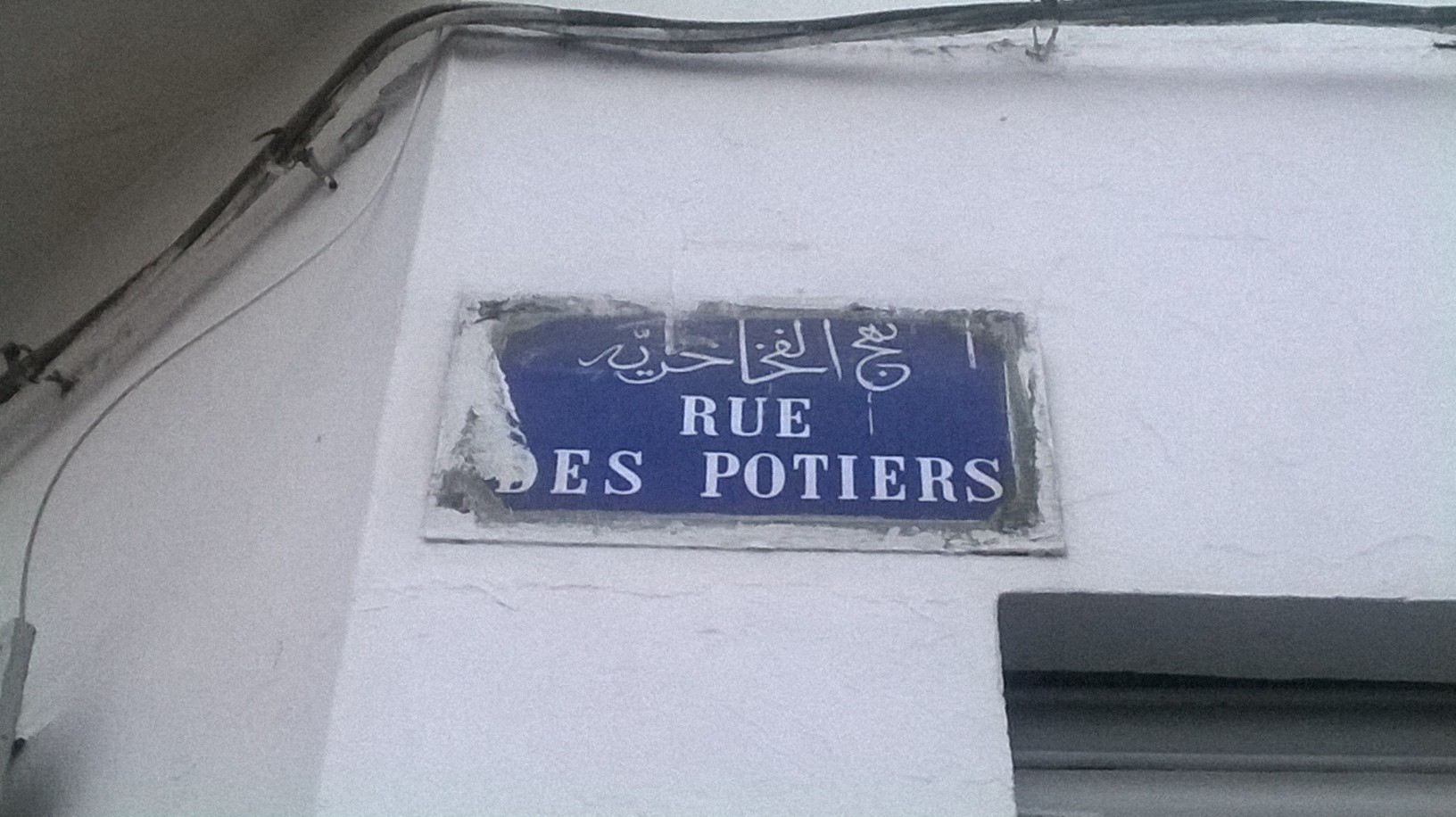
لوحة معدنية تشير إلى نهج الفخاخرية، مقر سوق القالالين.

سوق القلالين أو سوق الفخاخرية هو أحد أسواق تونس المتخصصة في صناعة الفخار.

## الموقع
يقع في الضاحية الشمالية لمدينة تونس، بالقرب من باب سويقة، في نهج الفخاخرية.

## التاريخ
تم تشييده في العصر الحفصي (1128 - 1535).

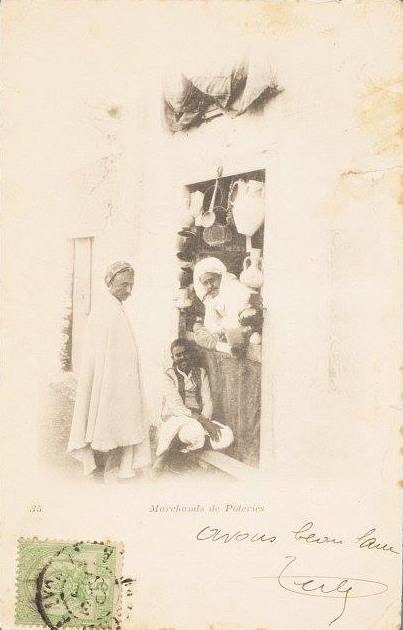
بطاقة بريدية قديمة تظهر واجهة من الفخار (خزف)
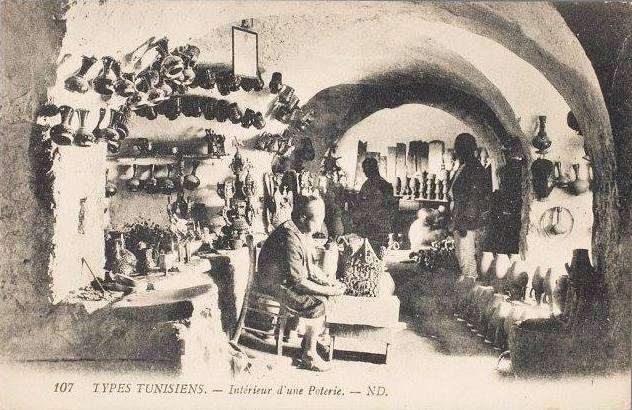
بطاقة بريدية قديمة تظهر متجر الفخار
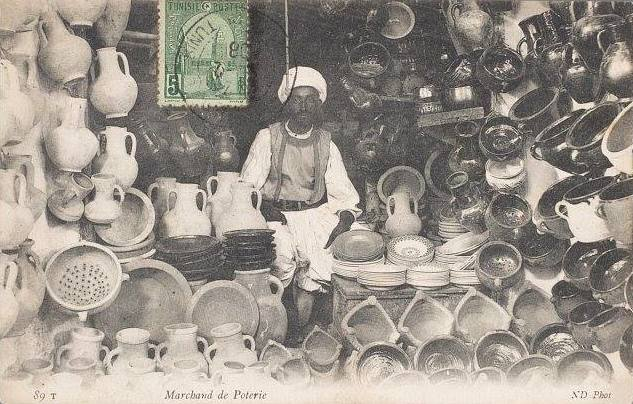
بطاقة بريدية قديمة تظهر الفخار

## التطور
تم بناء هذا السوق عام 1985 على مساحة 900 متر مربع بتكلفة 150.000 دينار ليحل محل سوق سيدي محرز. في الوقت الحاضر، أصبح سوقًا مشهورًا حيث يمكنك شراء الأسماك والخضروات منه.

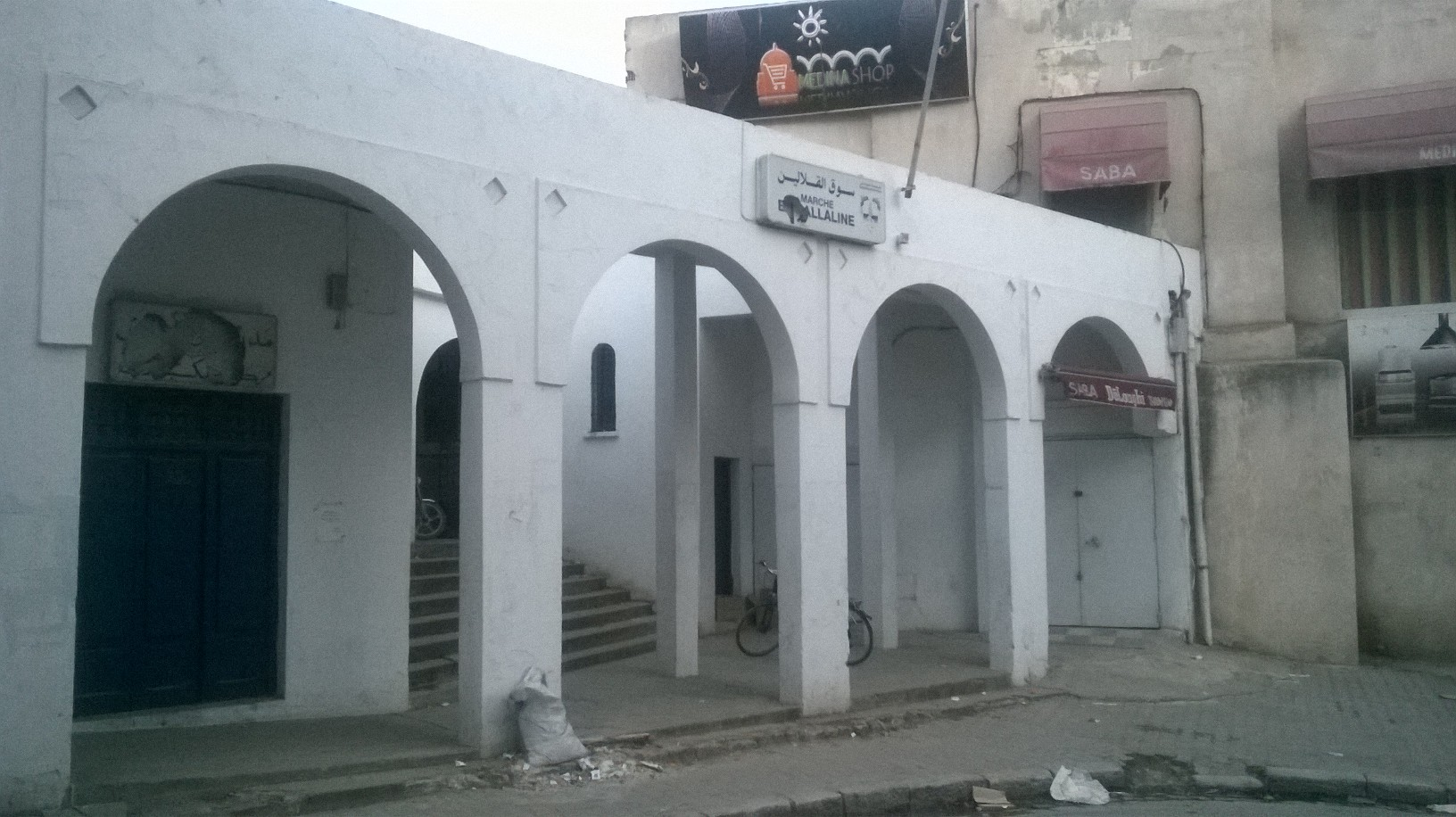
مقر سوق القلالين
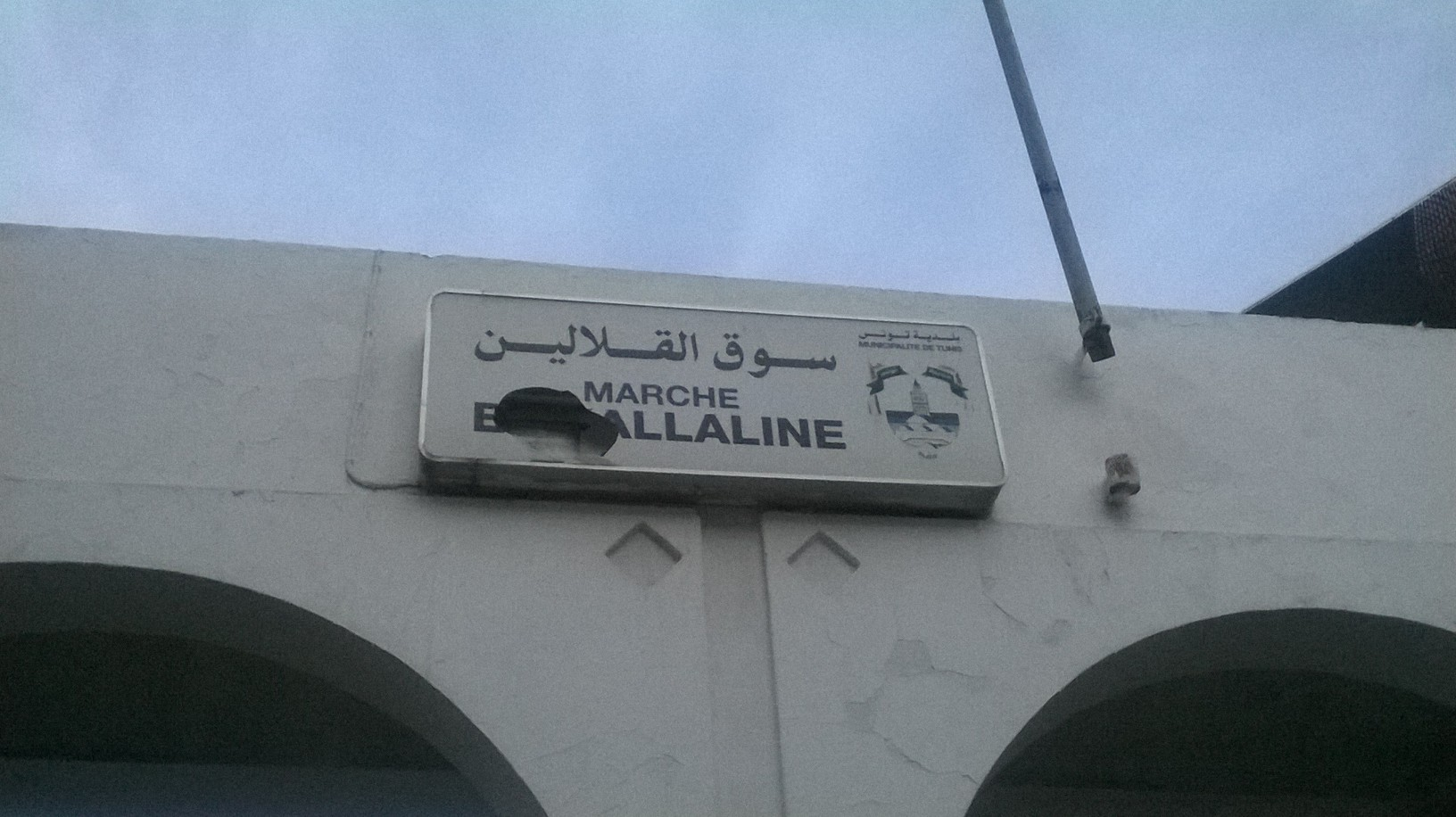
علامة السوق

## البنايات
توجد مدرسة بروتستانتية خاصة.

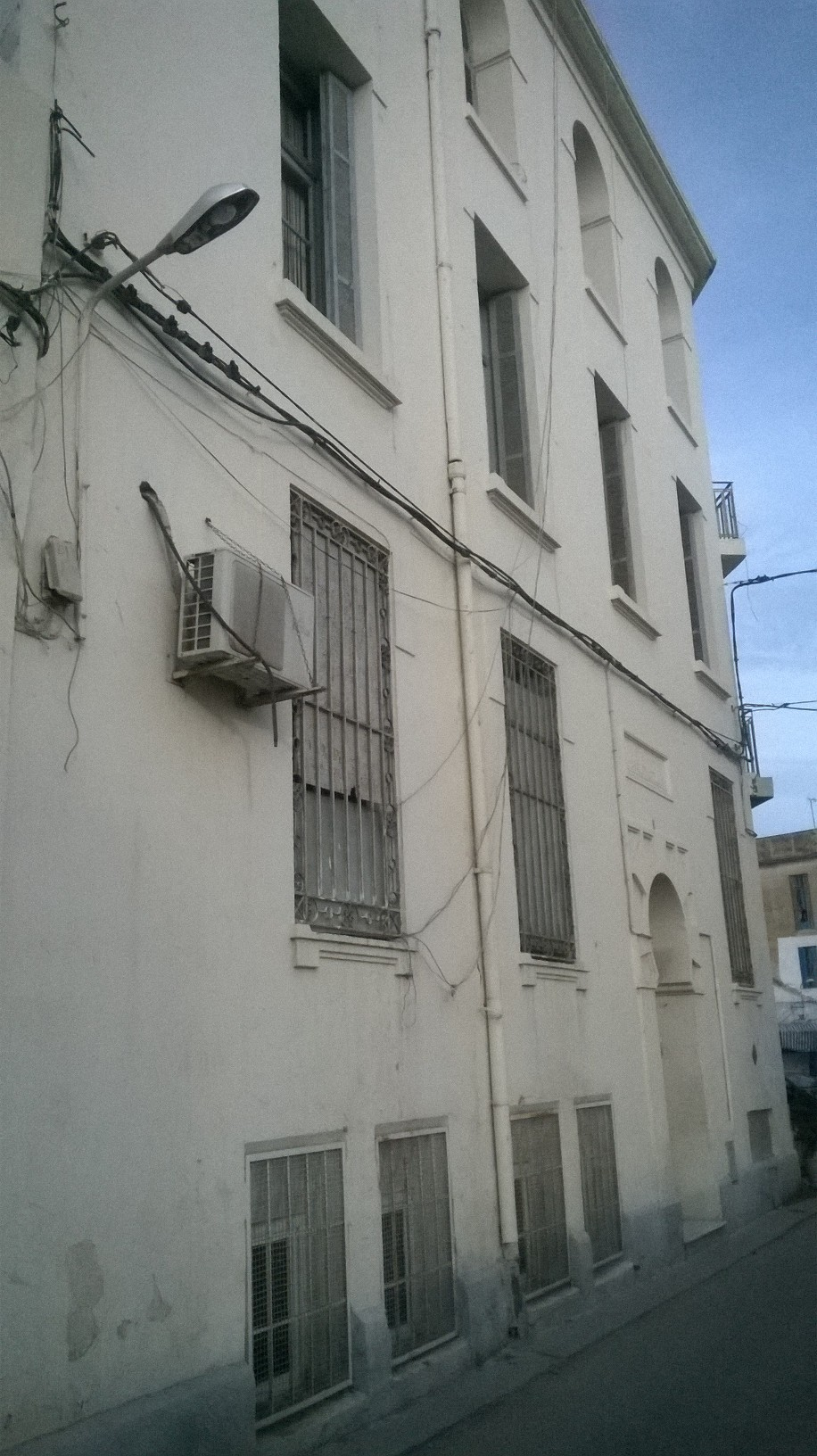
مقر المدرسة البروتستانتية الخاصة
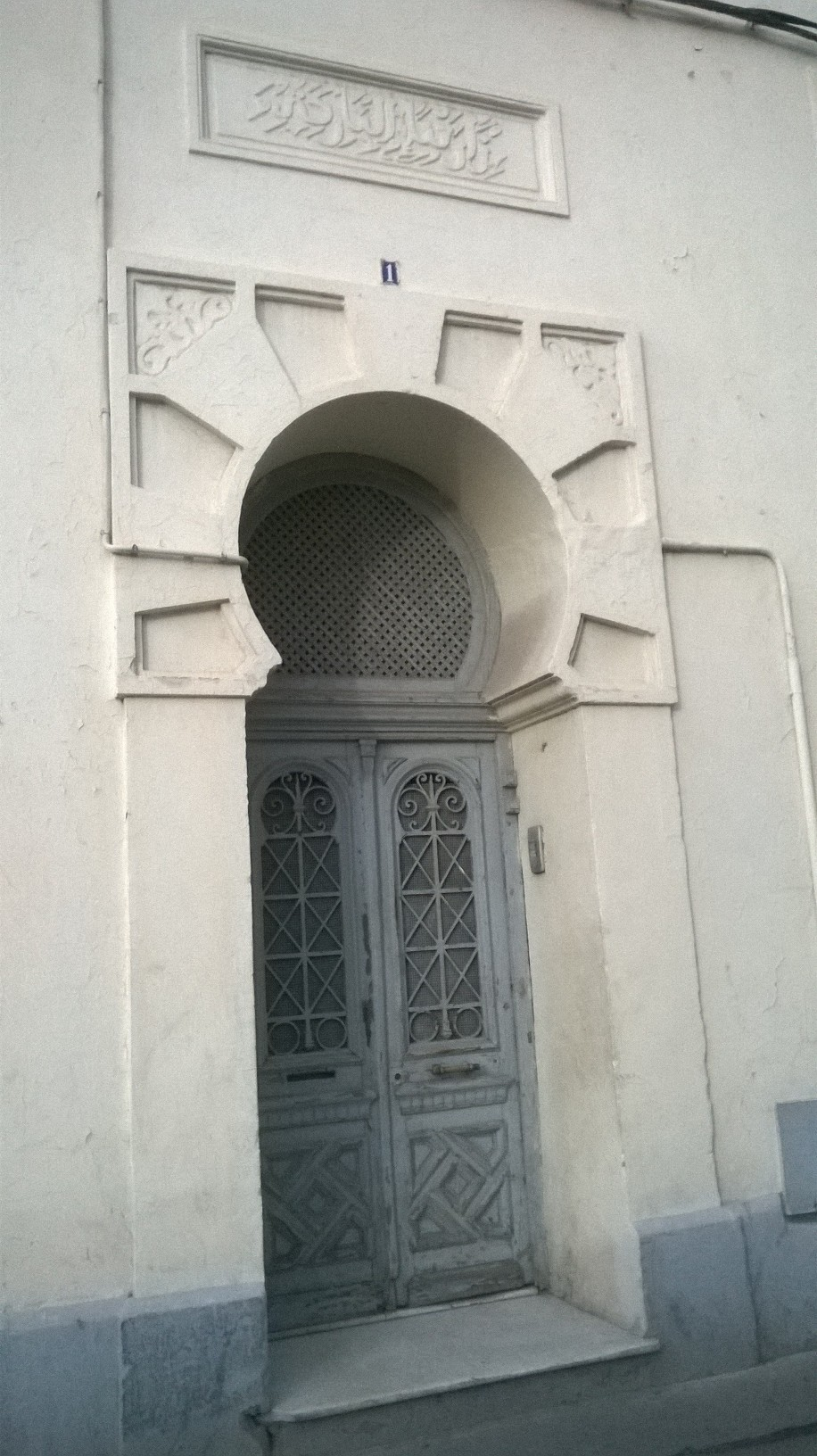
مدخل المدرسة
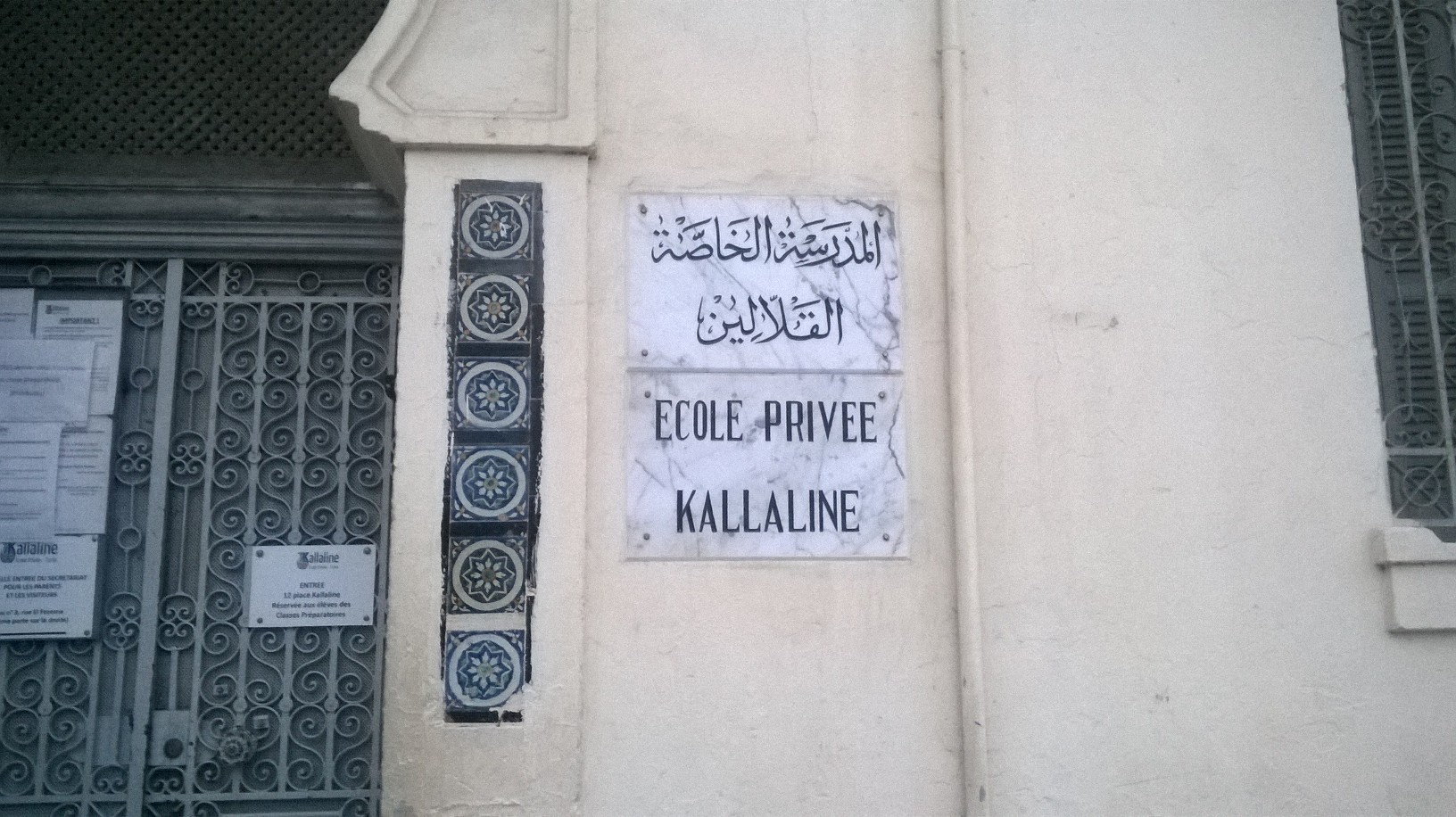
لوحة المدرسة